# Vazamento de óleo na Baía de Guanabara em 2000
O vazamento de óleo na Baía de Guanabara, ocorrido na madrugada do dia 18 de janeiro de 2000 foi um dos maiores desastres ambientais relacionados a esta Baía localizada na cidade do Rio de Janeiro. O acidente ocorreu devido ao rompimento de um duto que liga a Refinaria de Duque de Caxias (REDUC), operada pela Petrobras, com o Terminal Ilha d'Água, na Ilha do Governador, vazando cerca de 1,3 milhões de litros de óleo combustível. Segundo ambientalistas, os danos são irrecuperáveis em algumas regiões atingidas, enquanto outras levarão décadas para ter o restabelecimento da sua condição ambiental original. À época, a Petrobras pagou multas em torno de R$35 milhões ao Instituto Brasileiro do Meio Ambiente e dos Recursos Naturais Renováveis (IBAMA) e destinou outros R$15 milhões para a recuperação da Baía. O evento foi considerado o segundo maior acidente ambiental ocorrido na Baía de Guanabara.

## Precedentes
Em 1975, ocorreu o maior acidente ecológico da história do Rio de Janeiro, devido a vazamento de óleo. O navio-petroleiro iraniano Tarik Iba Ziyad apresentou problemas no casco e derramou cerca de 6 milhões de toneladas de petróleo na Baía de Guanabara, provocando focos de incêndio e poluição nas praias da Ilha do Governador.
Por sua vez, no ano de 1997, outro evento de rompimento de duto similar aconteceu no dia 10 de março. O vazamento de óleo combustível ocorreu a cerca de 500 metros da Baía de Guanabara em região de mangues próximos ao terreno da Refinaria de Duque de Caxias. Na ocasião, funcionários da empresa construíram diques nos canais que houve o vazamento e barcas foram utilizadas para evitar a dispersão do óleo da Baía. Algumas áreas em terra firme também foram afetadas e, para isso, foi utilizado caminhão-vácuo para retirada do material derramado. Cerca de 600 mil litros de óleo vazaram neste evento, provocando a destruição de aproximadamente 4.000 m² de manguezais.

## O acidente
O vazamento aconteceu no oleoduto PE-II de responsabilidade da Petrobras, se espalhou por cerca de 40 Km² e atingiu a área de proteção ambiental (APA) de Guapi-Mirim. Apenas 3 horas após o ocorrido o órgão responsável por emergências ambientais no Estado do Rio de Janeiro, o Serviço de Controle de Poluição Acidental (SCPA) da FEEMA, teve ciência dos fatos no dia do ocorrido. Devido à gravidade do acontecimento, o Plano de Resposta a Emergência da Baía de Guanabara (PEBG) foi acionado, enquanto a embarcação Egmopol (da Petrobras) recolhia o óleo derramado e barreiras de contenção de outras empresas do ramo de petróleo foram utilizadas para evitar ao máximo que o óleo se dispersasse. Técnicos da SCPA sobrevoavam a Baía de Guanabara e acompanhavam a dispersão do vazamento, identificando que em menos de 24 horas o óleo já atingia as praias de Mauá, Anil, Limão e São Francisco no fundo da Baía. Percebeu-se que as barreiras de contenção e embarcações utilizadas na contingência eram insuficientes, de modo que o óleo atingiu também a ilhas de Paquetá, Brocoió e outras regiões da Baía. Não há certeza sobre as causas do vazamento, porém há suspeitas de ter ocorrido corrosão nos dutos ou até mesmo falhas de projeto.

## Impactos
Segundo especialistas, não se sabe exatamente os efeitos que persistiram na Baía e nos manguezais após 20 anos do vazamento ocorrido, já que a existência de outros derrames recente por navios e pela própria Petrobras podem ainda afetar o ambiente local. A Petrobras afirma ter usado cerca de 2.400 pessoas e quase 100 embarcações para realizar a limpeza relativa ao óleo derramado na Baía e complementa: "estudos com participação de instituições governamentais, científicas e acadêmicas nacionais e internacionais indicaram que 30 dias após o acidente já não havia efeitos do vazamento de petróleo". Além disso, a empresa estatal afirma que, segundo pesquisas, a poluição ainda persistente na Baía de Guanabara é devido a despejo de esgoto doméstico e lixo.
Grupos de mobilização civil a favor dos pescadores alegam que houve redução substancial na pesca das regiões afetadas pelo evento. Em 2014, ocorreram protestos em frente à sede da Petrobras cobrando reparações ao acidente, especialmente devido à redução da pesca, mortalidade de peixes e o desaparecimento de espécies marinhas.
Estima-se que cerca de 12 mil pescadores tiveram suas atividades prejudicadas por conta do vazamento, de forma que a Federação dos Pescadores do Estado do Rio de Janeiro (FEPERJ) entrou com ação na Justiça cobrando reparações financeiras relacionadas aos danos morais. Em dezembro de 2019, Petrobras e FEPERJ chegaram ao acordo de que cada pescador receberá cerca de R$7,7 mil da empresa estatal como compensação, este acordo porém é questionado por movimentos de apoio aos pescadores, que buscam suspendê-lo. Segundo ambientalistas ligados ao movimento Baía Viva, a atividade pesqueira diminui cerca de 90% desde os anos 2000 até o ano de 2016, principalmente por ainda haver grande quantidade de óleo nos manguezais conforme perícia técnica realizada.
Além dos prejuízos econômicos ligados a pesca, a atividade turística também sofreu redução drástica em suas atividades, especialmente na visitação à Ilha de Paquetá.

## Implicações legais
Após o vazamento no oleoduto, foram aprovadas novas legislações no campo da poluição ambiental. Uma elas é a Lei Federal nº 9.966/2000, conhecida como Lei do Óleo, que institui uma série de disposições a respeito da prevenção, controle e fiscalização de poluição de águas em território nacional. Por sua vez, o decreto federal nº 4136/2002 apresenta as sanções direcionadas às pessoas físicas e jurídicas que infringirem os preceitos previstos na Lei do Óleo. As penalidades podem chegar até o valor de R$50 milhões para o caso de liberações de óleo em águas brasileiras.
A multa fixada pelo Ibama para a Petrobras foi de cerca de R$51 milhões (valores na época do acidente). Porém, ao realizar pagamento antecipado, houve desconto de 30% no valor total, os quais segundo a empresa estatal seriam despendidos completamente na recuperação dos ambientes afetados pelo incidente. Este valor, cerca de R$15 milhões seria então destinado ao Fundo Ecológico da Baía de Guanabara, conta criada para gerenciar o valor financeiro entre os órgãos ambientais, o governo do Estado do Rio de Janeiro e 6 municípios afetados. Para além destes valores, a empresa estatal desembolsou cerca de R$6 milhões para importar os mais de 29 Km de boias para conter o óleo vazado.
Em novembro de 2000, a Petrobras realizou um Termo de Ajuste de Conduta (TAC) prevendo o investimento de cerca de R$190 milhões (valor da época) com finalidade de adequar suas instalações industriais e realizar programas de reparação ambiental. Já em 2011, outro TAC foi realizado no valor de R$1,1 bilhão entre a Refinaria de Duque de Caxias (REDUC) e o Governo do Estado do Rio de Janeiro, visando investimentos para aprimorar tecnologias capazes de reduzir emissões nos corpos d'água envolvidos com as atividades da empresa.
Internamente, a empresa estatal adotou medidas para aprimoramento do seu sistema de gestão, como é o caso do Programa Pegaso (Programa de Excelência de Gestão Ambiental e Segurança Operacional), criado logo após o rompimento do oleoduto. Segundo coordenadores do programa, este possui preocupação em relação à segurança, meio ambiente e saúde, especialmente com caráter preventivo em relação aos acidentes. Até o ano de 2004 o programa havia investido cerca de R$8 bilhões, sendo que sua 1ª etapa cumpriu metas relativas a automação de cerca de 75% de dutos prioritários, instalação de 9 centros de defesa ambiental (CDAs) no país e redução de 90% dos resíduos.